# Ramón Rey Ardid
Ramón Rey Ardid est un joueur d'échecs espagnol né le 20 décembre 1903 à Saragosse et mort le 21 janvier 1988. 

## Carrière aux échecs
Ramón Rey Ardid fut champion d'Espagne de 1929 à 1942 et représenta l'Espagne lors de la première olympiade non officielle de Paris en 1924 avec une marque de six points sur treize. Il remporta le tournoi préolympique espagnol en 1928 avant de déclarer forfait pour l'olympiade d'échecs de 1928. En 1929, il finit quatrième ex æquo du tournoi international de Barcelone remporté par Capablanca. En 1944, il perdit un match (1,5 à 2,5) contre le champion du monde Alexandre Alekhine qui résidait alors en Espagne.